# Виручей
Виручей — ручей в России, протекает по территории Сумпосадского сельского поселения Беломорского района Карелии. Длина ручья — 20 км, площадь водосборного бассейна — 66,8 км².
Ручей берёт начало из ламбины без названия на высоте выше 55 м над уровнем моря.
Течёт преимущественно в северном направлении по заболоченной местности.
Ручей в общей сложности имеет пять притоков суммарной длиной 16 км.
Втекает на высоте 1,0 м над уровнем моря в реку Нюхчу, впадающую в Онежскую губу Белого моря (Поморский берег).
В среднем течении ручей пересекает линию железной дороги Беломорск — Обозерская.
Населённые пункты на ручье отсутствуют.
Код объекта в государственном водном реестре — 02020001412202000007430.